# Mode normal

Diversos modes normals d'una xarxa unidimensional.

El mode normal d'un sistema oscil·latori és la freqüència a la qual l'estructura deformable oscil·larà en ser pertorbada. Els modes normals són també anomenats freqüències naturals o freqüències ressonants. Per a cada estructura existeix un conjunt d'aquestes freqüències que és única. És usual utilitzar un sistema format per una massa i un ressort per il·lustrar el comportament d'una estructura deformable. Quan aquest tipus de sistema és excitat en una de les seves freqüències naturals, totes les masses es mouen amb la mateixa freqüència. Les fases de les masses són exactament les mateixes o exactament les contràries. El significat pràctic pot ser il·lustrat mitjançant un model de massa i ressort d'un edifici. Si un terratrèmol excita al sistema amb una freqüència propera a una de les freqüències naturals, el desplaçament d'un pis (nivell) respecte d'un altre serà màxim. Òbviament, els edificis només poden suportar desplaçaments de fins a una certa magnitud. Ser capaç de representar un edifici i trobar els seus modes normals és una forma fàcil de verificar si el disseny de l'edifici és segur. El concepte de modes normals també és aplicable en teoria ondulatòria, òptica i mecànica quàntica.

## Exemple - modes normals d'oscil·ladors acoblats
Siguin dos cossos (no afectats per la gravetat), cada un d'ells de massa M, vinculats a tres ressorts amb constant característica K. Els mateixos es troben vinculats de la següent mode:
en què els punts en ambdós extrems estan fixos i no es poden desplaçar. S'utilitza la variable x 1 (t) per identificar el desplaçament de la massa de l'esquerra, i x ₂ (t) per identificar el desplaçament de la massa de la dreta.
Si s'indica la derivada segona de x (t) pel que fa al temps com x ", les equacions de moviments són:
{\displaystyle Mx_{1}=-K(x_{1})-K(x_{1}-x_{2})\,}
{\displaystyle Mx_{2}=-K(x_{2})-K(x_{2}-x_{1})\,}
Es prova una solució del tipus:
{\displaystyle x_{1}(t)=A_{1}i^{i\omega t}\,}
{\displaystyle x_{2}(t)=A_{2}i^{i\omega t}\,}
Substituint aquestes en les equacions de moviment s'obté:
{\displaystyle -\Omega ^{2}MA_{1}i^{i\omega t}=-2KA_{1}i^{i\omega t}+KA_{2}i^{i\omega t}\,}
{\displaystyle -\Omega ^{2}MA_{2}i^{i\omega t}=KA_{1}i^{i\omega t}-2KA_{2}i^{i\omega t}\,}
atès que el factor exponencial és comú a tots els termes, per no i simplificar l'expressió:
{\displaystyle (\Omega ^{2}M-2K)A_{1}+KA_{2}=0\,}
{\displaystyle KA_{1}+(\omega ^{2}M-2K)A_{2}=0\,}
El que en notació matricial és:
{\displaystyle {\begin{bmatrix}\omega ^{2}M-2K&K\\K&\omega ^{2}M-2K\end{bmatrix}}{\begin{pmatrix}A_{1}\\A_{2}\end{pmatrix}}=0}
Perquè aquesta equació tingui més solució que la solució trivial, la matriu de l'esquerra ha de ser singular, per tant el determinant (matemàtiques) de la matriu ha de ser igual a zero, per tant:
{\displaystyle (\Omega ^{2}M-2K)^{2}-K^{2}=0\,}
Resolent per {\displaystyle \omega }, hi ha dues solucions:
{\displaystyle \Omega _{1}={\sqrt {\frac {K}{M}}}} \,
{\displaystyle \Omega _{2}={\sqrt {\frac {3K}{M}}}} \,
Si se substitueix {\displaystyle \omega _{1}} en la matriu i es resol per ({\displaystyle A_{1},A_{2}}), s'obté (1, 1). Si es substitueix {\displaystyle \omega _{2}}, s'obté
(1, -1). (Aquests vectors són autovectors (o eigenvectors), i les freqüències es denominen autovalors, (o eigenvalues))
El primer mode normal és:
{\displaystyle {\begin{pmatrix}x_{1}(t)\\x_{2}(t)\end{pmatrix}}=c_{1}{\begin{pmatrix}1\\1\end{pmatrix}}\cos {(\omega _{1}t+\phi _{1})}}
i el segon mode normal és:
{\displaystyle {\begin{pmatrix}x_{1}(t)\\x_{2}(t)\end{pmatrix}}=c_{2}{\begin{pmatrix}1\\-1\end{pmatrix}}\cos {(\omega _{2}t+\phi _{2})}}
La solució general és una superposició dels "modes normals", en què c 1, c ₂, φ 1, i φ ₂ són determinats per les condicions inicials del problema.
El procés demostrat aquí pot ser generalitzat utilitzant el formalisme de la mecànica lagrangiana o mecànica hamiltoniana.

## Ones estacionàries
Una ona estacionària és una forma contínua de mode normal. En una ona estacionària, tots els elements de l'espai (o sigui les coordenades (x, y, z)) oscil·len amb la mateixa freqüència i en fase (aconseguint del punt d'equilibri juntes), però cadascuna d'elles amb una amplitud diferent.
La forma general d'una ona estacionària és:
{\displaystyle \Psi (t)=f(x,y,z)(A\cos(\omega t)+B\sin(\omega t))\,}
en què f (x, y, z) representen la dependència de l'amplitud amb la posició i el si i cosinus són les oscil·lacions en el transcurs del temps.

Ona estacionària generada per la superposició (suma) de dues ones viatgeres. S'observa l'ona estacionària en color negre, l'ona de color celeste es desplaça cap a la dreta, mentre que l'ona de color vermell es desplaça cap a l'esquerra. En cada punt i instant de temps l'ona negra s'obté sumant els valors de desplaçament en aquesta posició i aquest instant de temps.

En termes físics, les ones estacionàries són produïdes per la interferència (superposició) d'ones i les seves reflexions, (tot i que també és possible dir justament el contrari, que una ona viatgera és una superposició d'ones estacionàries). La forma geomètrica del medi determina quin serà el patró d'interferència, és a dir, determina la forma f (x, y, z) de l'ona estacionària. Aquesta dependència en l'espai és anomenada un mode normal.
Usualment, en problemes amb dependència contínua de (x, i, z) no hi ha un nombre determinat de modes normals, en canvi hi ha un nombre infinit de modes normals. Si el problema està fitat (o sigui està definit en una porció restringida de l'espai), existeix un nombre discret infinit de modes normals (usualment numerats n = 1,2,3, ...). Si el problema no està fitat, existeix un espectre continu de modes normals.
Les freqüències permeses depenen dels modes normals com també de les constants físiques del problema (densitat, tensió, pressió, etc.). El que determina la velocitat de fase de l'ona. El rang de totes les freqüències normals és, en general, anomenat l'espectre de freqüències. En general, cada freqüència està modulada per l'amplitud a la qual s'ha generat, donant lloc a un gràfic del espectre de potència de les oscil·lacions.
En l'àmbit de la música, els modes normals de vibració dels instruments (cordes, vents, percussió, etc.) són anomenats "harmònics".

## Maneres normals en mecànica quàntica
En mecànica quàntica, l'estat {\displaystyle \|\psi \rangle }d'un sistema es descriu per la seva funció d'ona {\displaystyle \ \psi (x,t)}, la qual és una solució de l'equació de Schrödinger. El quadrat del valor absolut de {\displaystyle \ \psi }, és a dir:
{\displaystyle \P (x,t)=|\psi (x,t)|^{2}}
és la densitat de probabilitat de mesurar a la partícula en la posició x al temps t.
Usualment, quan es relaciona amb algun tipus de potencial, la funció d'ona es descompon en la superposició de autovectors d'energia definida, cadascun oscil·lant amb una freqüència {\displaystyle \omega =E_{n}/\hbar }. Per tant, es pot expressar:
{\displaystyle |\Psi (t)\rangle =\sum _{n}|n\rangle \left\langle n|\psi (t=0)\right\rangle i^{-iE_{n}t/\hbar }}
Els autovectors posseeixen un significat físic més enllà de la base ortonormal. Quan es mesura l'energia del sistema, la funció d'ona col·lapsa en un dels seus autovectors i, per tant, la funció d'ona de la partícula es descriu per l'autovector pur corresponent a l'energia mesura.